# Eleonora z Anjou
Eleonora z Anjou (italsky Eleonora d'Angiò nebo Eleonora di Napoli, 1289 – 9. srpna 1341) byla sicilská královna.
Byla jednou z mnoha dcer neapolského krále Karla II. a Marie, dcery uherského krále Štěpána V. Roku 1299 byla provdána za Filipa z Toucy, antiochijského knížete. Manželství bylo již roku 1300 papežem zrušeno. Roku 1302 uzavřel Eleonořin otec s aragonským králem Jakubem tzv. smlouvu z Caltabellotta, která měla upravit vzájemné vztahy zkalené Sicilskými nešporami a následnou kruciátou. Vládu na sicilském ostrově na základě smlouvy získal aragonský infant Fridrich, mladší bratr aragonského krále a nadávkem byl domluven i jeho sňatek s opět svobodnou Eleonorou. Eleonora dala svému muži devět dětí a po jeho skonu se odebrala do klášterního ústraní, zemřela v létě 1341 a byla pohřbena ve františkánském klášteře v Catanii.